# Rose Mary Almanza
Rose Mary Almanza Blanco (ur. 13 lipca 1992 w Camagüey) – kubańska lekkoatletka specjalizująca się w biegach średniodystansowych.
W 2009 zajęła 4. miejsce na mistrzostwach świata juniorów młodszych oraz sięgnęła po złoty medal panamerykańskiego czempionatu juniorów w Port-of-Spain. Rok później zdobyła srebro mistrzostw ibero-amerykańskich oraz była czwarta na mistrzostwach świata juniorów. Na tej samej pozycji zakończyła swój start podczas igrzysk panamerykańskich (2011). W tym samym roku została wicemistrzynią Ameryki Środkowej i Karaibów. W 2012 sięgnęła po dwa srebra ibero-amerykańskiego czempionatu oraz reprezentowała Kubę na igrzyskach olimpijskich w Londynie. Brązowa medalistka mistrzostw Ameryki Środkowej i Karaibów (2013).
Złota medalistka mistrzostw Kuby.
Rekordy życiowe w biegu na 800 metrów: stadion – 1:56,28 (4 lipca 2021, Sztokholm), hala – 2:04,18 (9 lutego 2016, Eaubonne), rekord Kuby.

## Osiągnięcia
| Rok  | Impreza                                  | Miejsce        | Konkurencja             | Lokata     | Wynik   |
| ---- | ---------------------------------------- | -------------- | ----------------------- | ---------- | ------- |
| 2009 | Mistrzostwa świata juniorów młodszych    | Bressanone     | bieg na 800 metrów      | 4. miejsce | 2:04,31 |
| 2009 | Mistrzostwa panamerykańskie juniorów     | Port-of-Spain  | bieg na 800 metrów      | 1. miejsce | 2:03,83 |
| 2010 | Mistrzostwa ibero-amerykańskie           | San Fernando   | bieg na 800 metrów      | 2. miejsce | 2:03,03 |
| 2010 | Mistrzostwa świata juniorów              | Moncton        | bieg na 800 metrów      | 4. miejsce | 2:02,67 |
| 2011 | Mistrzostwa Ameryki Środkowej i Karaibów | Mayagüez       | bieg na 800 metrów      | 2. miejsce | 2:02,23 |
| 2011 | Igrzyska panamerykańskie                 | Guadalajara    | bieg na 800 metrów      | 4. miejsce | 2:04,82 |
| 2012 | Mistrzostwa ibero-amerykańskie           | Barquisimeto   | bieg na 800 metrów      | 2. miejsce | 2:03,29 |
| 2012 | Mistrzostwa ibero-amerykańskie           | Barquisimeto   | sztafeta 4 × 400 metrów | 2. miejsce | 3:29,13 |
| 2012 | Igrzyska olimpijskie                     | Londyn         | bieg na 800 metrów      | półfinał   | 2:01,70 |
| 2013 | Mistrzostwa Ameryki Środkowej i Karaibów | Morelia        | bieg na 800 metrów      | 3. miejsce | 2:03,10 |
| 2013 | Mistrzostwa świata                       | Moskwa         | bieg na 800 metrów      | półfinał   | 2:00,98 |
| 2014 | Igrzyska Ameryki Środkowej i Karaibów    | Xalapa         | bieg na 800 metrów      | 1. miejsce | 2:00,79 |
| 2015 | Igrzyska panamerykańskie                 | Toronto        | bieg na 800 metrów      | 4. miejsce | 2:01,82 |
| 2015 | Mistrzostwa świata                       | Pekin          | bieg na 800 metrów      | półfinał   | 2:00,38 |
| 2016 | Halowe mistrzostwa świata                | Portland       | bieg na 800 metrów      | eliminacje | 2:08,07 |
| 2016 | Igrzyska olimpijskie                     | Rio de Janeiro | bieg na 800 metrów      | eliminacje | 2:00,50 |
| 2017 | Mistrzostwa świata                       | Londyn         | bieg na 800 metrów      | półfinał   | 1:59,79 |
| 2017 | Uniwersjada                              | Tajpej         | bieg na 800 metrów      | 1. miejsce | 2:02,21 |
| 2018 | Igrzyska Ameryki Środkowej i Karaibów    | Barranquilla   | bieg na 800 metrów      | 3. miejsce | 2:00,15 |
| 2018 | Igrzyska Ameryki Środkowej i Karaibów    | Barranquilla   | bieg na 1500 metrów     | 1. miejsce | 4:22,14 |
| 2018 | Igrzyska Ameryki Środkowej i Karaibów    | Barranquilla   | sztafeta 4 × 400 metrów | 1. miejsce | 3:29,48 |
| 2018 | Mistrzostwa NACAC                        | Toronto        | bieg na 800 metrów      | 3. miejsce | 2:00,15 |
| 2019 | Igrzyska panamerykańskie                 | Lima           | bieg na 800 metrów      | 2. miejsce | 2:01,64 |
| 2019 | Igrzyska panamerykańskie                 | Lima           | bieg na 1500 metrów     | 7. miejsce | 4:14,81 |
| 2019 | Igrzyska panamerykańskie                 | Lima           | sztafeta 4 × 400 metrów | 4. miejsce | 3:30,89 |
| 2019 | Mistrzostwa świata                       | Doha           | bieg na 800 metrów      | półfinał   | 2:01,18 |
| 2019 | Mistrzostwa świata                       | Doha           | sztafeta 4 × 400 metrów | eliminacje | 3:29,84 |
| 2021 | World Athletics Relays                   | Chorzów        | sztafeta 4 × 400 metrów | 1. miejsce | 3:28,41 |
| 2021 | Igrzyska olimpijskie                     | Tokio          | sztafeta 4 × 400 metrów | 8. miejsce | 3:26,92 |
| 2022 | Mistrzostwa świata                       | Eugene         | bieg na 800 metrów      | eliminacje | 2:01,96 |
| 2023 | Igrzyska Ameryki Środkowej i Karaibów    | San Salvador   | bieg na 800 metrów      | 1. miejsce | 2:01,75 |
| 2023 | Igrzyska Ameryki Środkowej i Karaibów    | San Salvador   | sztafeta 4 × 400 metrów | 1. miejsce | 3:26,08 |
| 2023 | Mistrzostwa świata                       | Budapeszt      | bieg na 800 metrów      | eliminacje | 2:01,33 |
| 2023 | Mistrzostwa świata                       | Budapeszt      | sztafeta 4 × 400 metrów | eliminacje | 3:29,70 |
| 2023 | Igrzyska panamerykańskie                 | Santiago       | bieg na 800 metrów      | 3. miejsce | 2:03,68 |
| 2023 | Igrzyska panamerykańskie                 | Santiago       | sztafeta 4 × 400 metrów | 1. miejsce | 3:33,15 |
| 2024 | World Athletics Relays                   | Nassau         | sztafeta 4 × 400 metrów | repasaże   | 3:29,36 |
| 2024 | Igrzyska olimpijskie                     | Paryż          | bieg na 800 metrów      | półfinał   | 1:58,73 |